# Колутонский сельский округ
Колуто́нский се́льский окру́г (каз. Қалқұтан ауылдық округі) — административная единица в составе Астраханского района Акмолинской области Казахстана.
Административный центр — станция Колутон.

## География
Административно-территориальное образование расположено в центральной части Астраханского района. В состав сельского округа входит 2 населённых пункта. 
Граничит с землями административно-территориальных образований: Староколутонский сельский округ — на западе и севере, Жалтырский сельский округ — на северо-востоке, Астраханский сельский округ — на востоке, Узункольский сельский округ — на юге.
Территория сельского округа расположена на северо-западной части Казахского мелкосопочника. Рельеф местности представляет собой в основном равнину, в некоторых местах — волнистые холмы, с малыми возвышенностями. Общий уклон в целом — с востока на запад (в район стечения рек Ишима и Колутона). Средняя абсолютная высота округа — около 280–290 метров.
Озёр в сельском округе крайне мало, имеющийся — малые. Протекают реки Ишим, Колутон — образующие южные и северо-западные границы сельского округа. 
Климат холодно-умеренный, с хорошей влажностью. Среднегодовая температура воздуха положительная и составляет около +4,3°С. Среднемесячная температура воздуха в июле достигает +20,5°С. Среднемесячная температура января составляет около -14,6°С. Среднегодовое количество осадков составляет около 400 мм. Основная часть осадков выпадает в период с июня по июль.
Через территорию сельского округа проходит около 20 километров Южно-Сибирской железнодорожной магистрали. Имеется станция «Колутон».

## История
В 1989 году существовал как — Колутонский поссовет (пгт Колутон, сёла Берлик, Каратубек).
В периоде 1991—1998 годов:
- в 1992 году поссовет был преобразован в поселковую администрацию, в 1995 году, — в сельский округ;
- село Каратубек было передано в состав Кайнарского сельского округа.

Постановлением акимата Акмолинской области от 10 декабря 2009 года № а-13-532 и решением Акмолинского областного маслихата от 10 декабря 2009 года № 4С-19-5 «Об упразднении и преобразовании некоторых населенных пунктов и сельских округов Акмолинской области по Аккольскому, Аршалынскому, Астраханскому, Атбасарскому, Енбекшильдерскому, Зерендинскому, Есильскому, Целиноградскому, Шортандинскому районам» (зарегистрированное Департаментом юстиции Акмолинской области 20 января 2010 года № 3344):
- населённый пункт разъезд 90 — был отнесён в категорию иных поселений и исключён из учётных данных, в связи с выездом всех жителей.

## Население
| Численность населения | Численность населения | Численность населения |
| 1989                  | 1999                  | 2009                  |
| --------------------- | --------------------- | --------------------- |
| 2277                  | ↘1630                 | ↘1145                 |

## Состав
| № | Населённый пункт | Тип населённого пункта          | Население, 1989 | Население, 1999 | Население, 2009 |
| - | ---------------- | ------------------------------- | --------------- | --------------- | --------------- |
| 1 | Бирлик           | село                            | 296             | 232             | 101             |
| 2 | Колутон          | станция, административный центр | 1 780           | 1 349           | 1 043           |
| 3 | Разъезд 90       | разъезд, упразднён              | –               | 49              | 1               |

## Местное самоуправление
Аппарат акима Колутонского сельского округа — станция Колутон, улица Кенесары, 6.
- Аким сельского округа — Балгабаев Аскерхан Балмуханович[1].